# بخش فالز (شهرستان هاکینگ، اوهایو)
بخش فالز (به انگلیسی: Falls Township) یک منطقهٔ مسکونی در ایالات متحده آمریکا است که در شهرستان هوکینگ، اوهایو واقع شده‌است.
 بخش فالز ۱۲۹٫۸ کیلومتر مربع مساحت و ۱۱٬۷۳۱ نفر جمعیت دارد و ۲۲۲ متر بالاتر از سطح دریا واقع شده‌است.